# 桑德·列文
桑德·列文（英語：Sander Levin，1931年9月6日—）是一名民主黨籍的美国政治人物，自1983年至2019年間擔任密西根州資深联邦众议员。
列文早年先后毕业于芝加哥大学、哥伦比亚大学、哈佛法学院。1965年至1970年间为密歇根州参议员，并于1969年至1970年间任参议院少数党领袖。1970年、1974年他两度竞选密歇根州州长失败。1977年至1980年，任美国国际开发署助理署长。1983年起，任代表密歇根州第17选区的联邦众议员。1992年，他所在的选区改为密歇根州第12选区。2013年，又改为密歇根州第9选区。鑒於他的資歷，曾任众议院筹款委员会资深成员（ranking member），筹款委员会主席（2010年至2011年）等職。
列文是原密歇根州联邦参议员卡尔·列文的兄长。